# جميل المغازي
جميل المغازي (7 أكتوبر 1939 - 24 يونيو 2023) مخرج ومنتج مصري يعتبر أحد أشهر المخرجين في مجال البرامج التليفزيونية في ثمانينيات القرن العشرين، وأطلق عليه لقب "المؤرخ الفني" نظراً للتراث الفني الكبير الذي يمتلكه لعدد كبير من نجوم الزمن الجميل في مصر. درس الإخراج في ألمانيا، كما شارك في إنتاج عدة برامج خاصة بالحياة الشخصية للنجوم، وحول بعض من هذا التراث إلى النظام الرقمي على قناته الرسمية على اليوتيوب.

## عن حياته
اسمه الحقيقي "غنيم محمد المغازي"، ولد في 7 أكتوبر عام 1939 بمدينة بيلا في محافظة كفر الشيخ، تخرج من مدرسة "بيلة الثانوية" ثم التحق بالمعهد الصناعي، ثم التحق بمعهد التمثيل، وفي عام 1959 التقى بالفنان والمخرج محمود السباع والذي كان يخرج وقتها مسلسل خاص به، واستعان بجميل المغازي مساعدًا للإخراج، ومنذ ذلك الوقت التحق بالعمل في التليفزيون المصري عام 1959 وساهم في تأسيسه قبل افتتاحه رسميًا في أواخر عام 1959. وفي عام 1961، قدم معهد التمثيل طلابه منحة دراسية إلى ألمانيا تبلغ مدتها عام واحد، ولكن جميل المغازي استغل هذه الفرصة ولم يعد إلى مصر برفقة زملاءه، بل قرر الإستمرار في ألمانيا لدراسة الإخراج هناك، وبالفعل درس في أكاديمية الفيلم ببرلين، ثم ظل يتنقل بين مصر وألمانيا خلال هذه الفترة إلى أن عاد إلى مصر واستقر فيها عام 1976.

## وفاته
توفي في وقت مبكر من صباح يوم السبت الموافق 24 يونيو 2023 عن 84 عاماً، بعد صراع مع المرض.

## وصلات خارجية
- جميل المغازي على موقع قاعدة بيانات الأفلام العربية